# Hassan Sheikh Mohamud
Hassan Sheikh Mohamud (somalí: Xasan Sheekh Maxamuud, árabe : الشيخ حسن محمو; Jalalaqsi, Somalia, 29 de noviembre de 1955) es un educador, político, y activista de derechos humanos somalí que fungió como octavo presidente de Somalia desde el 16 de septiembre de 2012 hasta el 16 de febrero de 2017. Fundador y presidente del Partido de la Paz y el Desarrollo (PDP). Sus esfuerzos para avanzar en la reconciliación nacional tras el anárquico colapso del estado somalí y la posterior guerra civil que ha sufrido el país desde 1991, sus eficaces medidas en contra de la creciente corrupción, y las reformas en el sector socioeconómico y de seguridad de Somalia fueron citados como motivos para su elección.
En abril de 2013, Mohamud fue citado por la revista Time en su lista Time 100 como una de las 100 personas más influyentes del mundo.

## Biografía

### Primeros años
Mohamud nació el 29 de noviembre de 1955, en Jalalaqsi, un pequeño pueblo en el centro de Hiran, durante el período de administración fiduciaria de Italia sobre el sur de Somalia. Él y su familia eran miembros del clan Abgal. Pertenecían a la clase media del país. Estudió la escuela primaria y secundaria en su ciudad natal.

### Educación
En 1978, se trasladó a Mogadiscio, donde estudió durante tras años en la Universidad Nacional de Somalia. En 1981, obtuvo un título de licenciatura en Tecnología. En 1986, Mohamud viajó a la India y comenzó a asistir a la Universidad de Bhopal (ahora Universidad Barkatullah). Allí, se completó una maestría en la enseñanza técnica en 1988. También es graduado del Instituto de la Consolidación de la Paz de Verano de la Universidad Menonita de Harrisonburg, Virginia. En 2001, completaría tres de los cursos intensivos del SPI, el estudio de la mediación, la curación del trauma, y el diseño de cursos de formación centrados en el alumno.

## Carrera política y académica
Tras graduarse en 1981, Mohamud aceptó un puesto como instructor y entrenador en la Escuela Secundaria Técnica Lafole. Más tarde se unió al Colegio de Formación de Profesores Técnicos, afiliado a la Universidad Nacional de Somalia, en 1984. En 1986, se convirtió en jefe de departamento.
Tras el estallido de la guerra civil somalí, a principios de 1991, Mohamud permaneció en el país y actuó como consultor de diversas organizaciones no gubernamentales, las oficinas de la ONU, y en el desarrollo de varios proyectos de paz y desarrollo. Trabajó como oficial de educación para UNICEF en la parte central y sur del país desde 1993 hasta 1995. En 1999, fue también cofundador el Instituto Somalí de Gestión y Administración (SIMAD) en la capital. La institución creció posteriormente hasta convertirse en la Universidad SIMAD, con Mohamud en calidad de decano hasta 2010.
Mohamud entró en la política de Somalia al año siguiente, cuando estableció el Partido para la Paz y el Desarrollo (PDP). Sus miembros lo eligieron como presidente del partido por tres años por unanimidad de votos en abril de 2011, siendo líder del partido durante toda su presidencia (siendo reelecto) hasta 2016. En agosto de 2012, Mohamud fue seleccionado como miembro del Parlamento en el recién formado Parlamento Federal de Somalia. Además de la labor académica y ciudadana, también es un empresario exitoso.
El 15 de mayo de 2022, Hassan Cheikh Mohamoud fue elegido presidente de Somalia en una votación presidencial maratónica.

## Presidente de Somalia: 2012-2017; 2022-

### Elecciones presidenciales de 2012

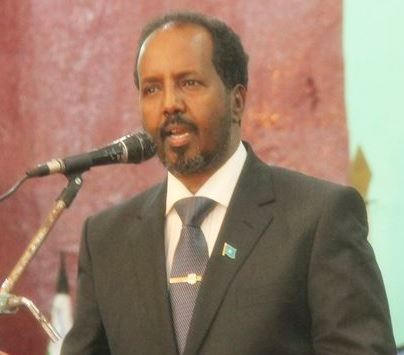
Mohamud da un discurso durante su toma de posesión, el 16 de septiembre de 2012.

El 10 de septiembre de 2012, los legisladores del Gobierno Federal de Transición eligieron a Mohamud como primer Presidente de la República Federal de Somalia (es decir, primer presidente tras el establecimiento de un gobierno constitucional y la disolución del gobierno de transición), para un mandato de cuatro años, destinado a terminar el mismo día en 2016. Los miembros del parlamento marcaron sus papeletas detrás de una cortina antes de depositar en una caja clara frente a los enviados extranjeros y cientos de hombres y mujeres somalíes, además de ser transmitido en vivo por la televisión. Después de la primera ronda de votación, el expresidente Sharif Sheikh Ahmed emergió como el principal candidato, acumulando 64 votos. Mohamud fue un cercano segundo lugar con 60 votos, y el primer ministro Abdiweli Mohamed Ali quedó en tercer lugar con 32 votos. Junto con el cuarto clasificado, Abdiqadir Osoble, Ali más tarde optó por retirarse antes de la segunda ronda. Los dos aspirantes retirados dieron instrucciones a sus seguidores de respaldar la candidatura de Mohamud. De este modo, Mohamud tuvo una victoria aplastante con el 71% de los votos (es decir, 190 votos contra 79).
Mohamud asumió el cargo inmediatamente después de la lectura de los resultados, el mismo 10 de septiembre. Los legisladores comenzaron a cantar el himno nacional, y los residentes de Mogadiscio también expresaron su satisfacción por el resultado, viéndolo como un momento de cambio. El candidato derrotado, Ahmed, felicitó a Mohamud por su victoria y se comprometió a cooperar con el nuevo jefe de Estado. El primer ministro Ali afirmó que la elección era el inicio de una nueva página en la historia política somalí. Abdirahman Mohamud Farole, presidente de la región autónoma de Puntlandia, en el noreste de Somalia, también agradeció a Mohamud, el pueblo somalí, y todas las otras partes interesadas que participaron en el proceso político, que en última instancia condujo a la elección presidencial y el fin del período de transición. En su discurso de aceptación, el presidente dio las gracias a la población en general de Somalia, el Parlamento Federal, así como los demás aspirantes. También expresó su apoyo a los esfuerzos de reconstrucción después de los conflictos en curso en Somalia e indicó que estaba dispuesto a trabajar estrechamente con la comunidad internacional.

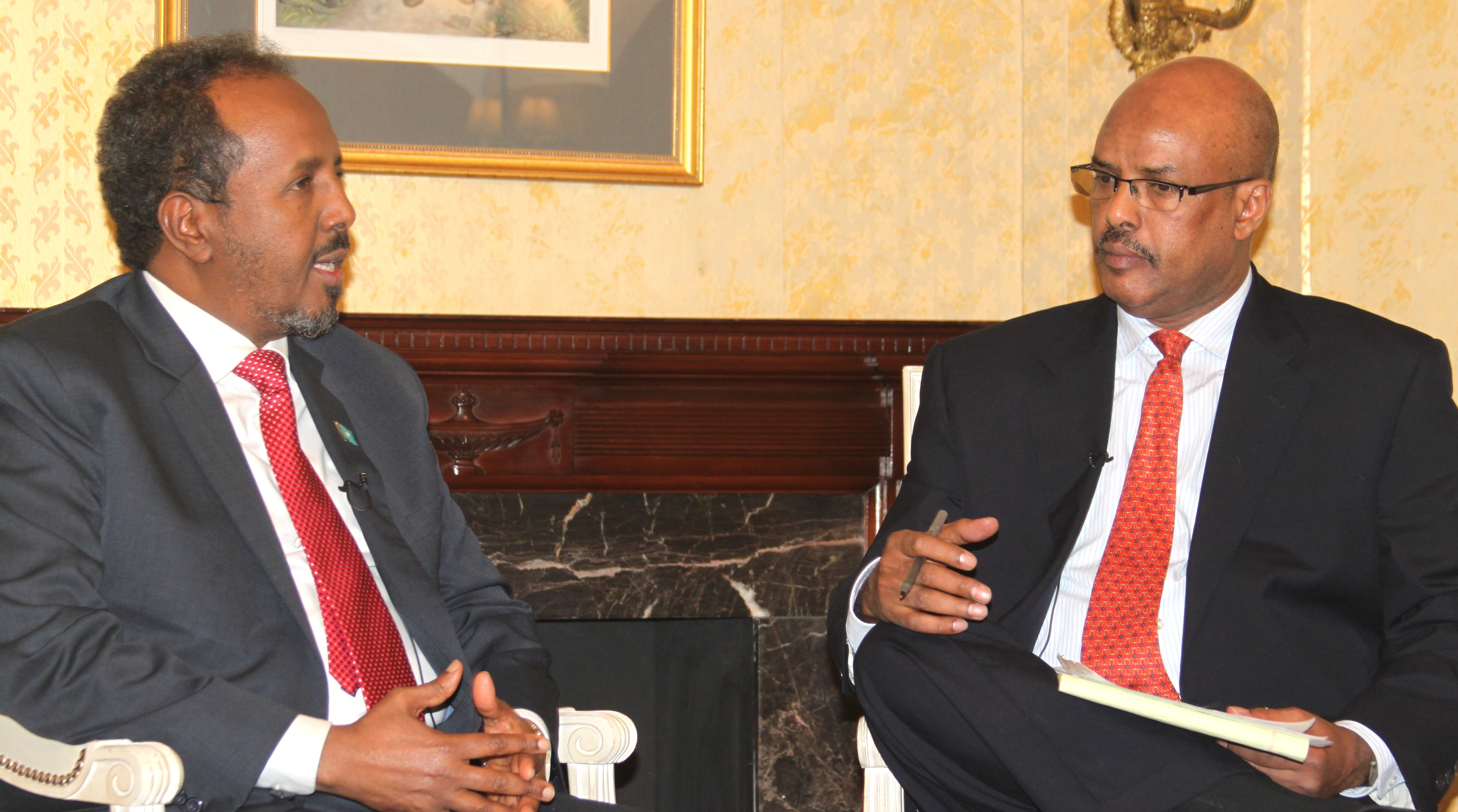
Mohamud junto al periodista Abdirahman Yabarow.

El nombramiento de Mohamud fue bien recibido en todo el mundo. El representante especial de la ONU para Somalia, Augustine Mahiga emitió una declaración que describía la elección como un "gran paso adelante en el camino hacia la paz y la prosperidad [...] Somalia ha demostrado a los escépticos que se equivocaban y envía un poderoso mensaje de progreso para toda África y de hecho a todo el mundo ". Del mismo modo, la Comisión de la Unión Africana de Somalia elogió la selección y se comprometió a apoyar la nueva administración. El Primer ministro británico, David Cameron, y el responsable de la Política exterior de la Unión Europea, Catherin Ashton, también enviaron sus felicitaciones, haciéndose eco del sentimiento general de que la elección representó un logro significativo. El gobierno de los Estados Unidos también manifestó su deseo de mantener relaciones con el nuevo gobierno. En la Liga Árabe, los demás Presidentes que enviaron sus felicitaciones a Mohamud fueron, entre otros, Khalifa bin Zayed Al Nahyan de los Emiratos Árabes Unidos, y Mohamed Morsi, de Egipto.
El 16 de septiembre de 2012, Mohamud fue inaugurado formalmente como Presidente de Somalia, en una ceremonia a la que asistieron varios líderes extranjeros y dignatarios. Enviado especial de la ONU a Somalia Mahiga describió el momento como el comienzo de una "nueva era" para la nación, así como la conclusión del período transitorio. El 6 de octubre, Mohamud designó a Abdi Farah Shirdon como primer ministro. El 4 de noviembre, Shirdon organizó su gabinete, aprobado por el legislativo el 13 de noviembre.

### Levantamiento del embargo de armas

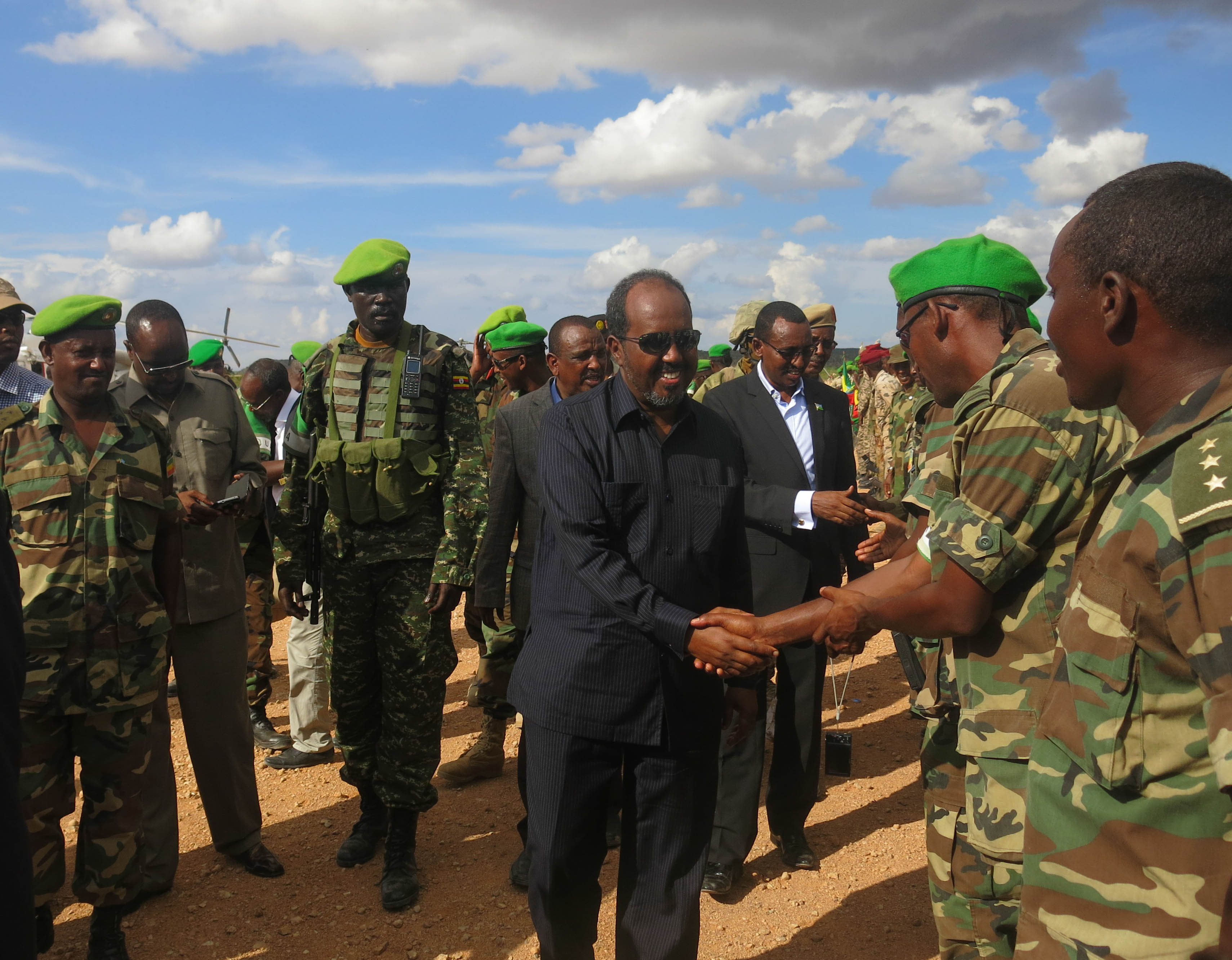
Mohamud rodeado de soldados durante su visita a la región de Hiran, su región natal, en 2014.

Al asumir el cargo, Mohamud reanudó los esfuerzos del gobierno somalí para poner fin a los veintiún años de embargo de armas impuesto por la ONU desde el inicio de la guerra, que era en ese momento el bloqueo de armas más largo a nivel global. Uno de los principales objetivos de la administración era el levantamiento de tal embargo, al menos progresivamente. El Consejo de Seguridad de la ONU había impuesto el bloqueo en 1992 con el fin de detener el flujo de armas a las milicias terroristas. El gobierno de Mohamud, los analistas de seguridad de Somalia y expertos militares argumentaron que el levantamiento de la prohibición de la adquisición de armas facilitaría intentos de las autoridades somalíes en el fortalecimiento de las Fuerzas Armadas del país, y equiparía con mayor eficacia a los militares para aplastar los restos de la insurrección islamista, principalmente de la organización Al-Shabbaab. Los Estados Unidos, la Unión Africana, la Liga Árabe, y la IGAD apoyaron la propuesta. En marzo de 2013, el secretario general de la ONU, Ban Ki-Moon, asimismo instó a los miembros del Consejo de Seguridad a votar para eliminar las sanciones a fin de ayudar a las autoridades de Somalia fortalecer su aparato de seguridad y consolidar los logros militares.
Aunque el Reino Unido y Francia expresaron reservas sobre el aumento del flujo general de armas hacia Somalia, funcionarios del Reino Unido comenzaron a redactar una resolución para aliviar el embargo sobre las compras de armas por el gobierno somalí por un período provisional de un año. Durante tal período las Fuerzas Armadas o en todo caso el gobierno debían notificar al Consejo de Seguridad con al menos cinco días de antelación sobre cualquier entrega de armas y equipamiento militar, aclarando el lugar específico del país en donde se realizaría la entrega para su supervisión. Además, la propuesta exigía que el gobierno somalí debía proporcionar normalmente actualizaciones sobre el estado estructural del ejército, así como información sobre la infraestructura y los protocolos diseñados para garantizar la seguridad del armamento entrega, almacenamiento y mantenimiento existente.
En su reunión del 6 de marzo de 2013 de los 15 miembros del Consejo de Seguridad de la ONU aprobaron por unanimidad la Resolución 2093 para suspender el embargo de armas a Somalia por un período de un año. El respaldo levanta oficialmente la prohibición de compra de armas ligeras, pero conserva ciertas restricciones a la adquisición de armas pesadas, tales como misiles, obuses y cañones de tierra-aire. En enero de 2014, en una cumbre de la Unión Africana en Addis Abeba, el presidente Mohamud solicitó una prórroga del mandato de compra de armas del Consejo de Seguridad de la ONU para Somalia. Indicó que las fuerzas de defensa somalíes requieren equipos mejor militar y armas para combatir más eficazmente militantes. El 5 de marzo de 2014, el Consejo de Seguridad de la ONU votó por unanimidad prorrogar el levantamiento parcial del embargo de armas en Somalia hasta el 25 de octubre del año.

### Reconciliación nacional
En abril de 2013, Mohamud reanudó las conversaciones de reconciliación nacional entre su gobierno y la administración independiente de facto de Somalilandia, la cual había declarado su secesión unilateral al estallar el conflicto, en 1991, mantenía su capital en Hargeisa y tenía una estabilidad superior a la del resto del país. Organizado por el gobierno de Turquía en Ankara, la reunión concluyó con un acuerdo firmado entre Mohamud y Ahmed Mahamoud Silanyo, Presidente de la región, comprometiéndose a asignar en forma justa a la región de Somalilandia su parte de la ayuda al desarrollo destinado a Somalia en su conjunto y cooperar en materia de seguridad, principalmente para combatir la piratería en ambos litorales.

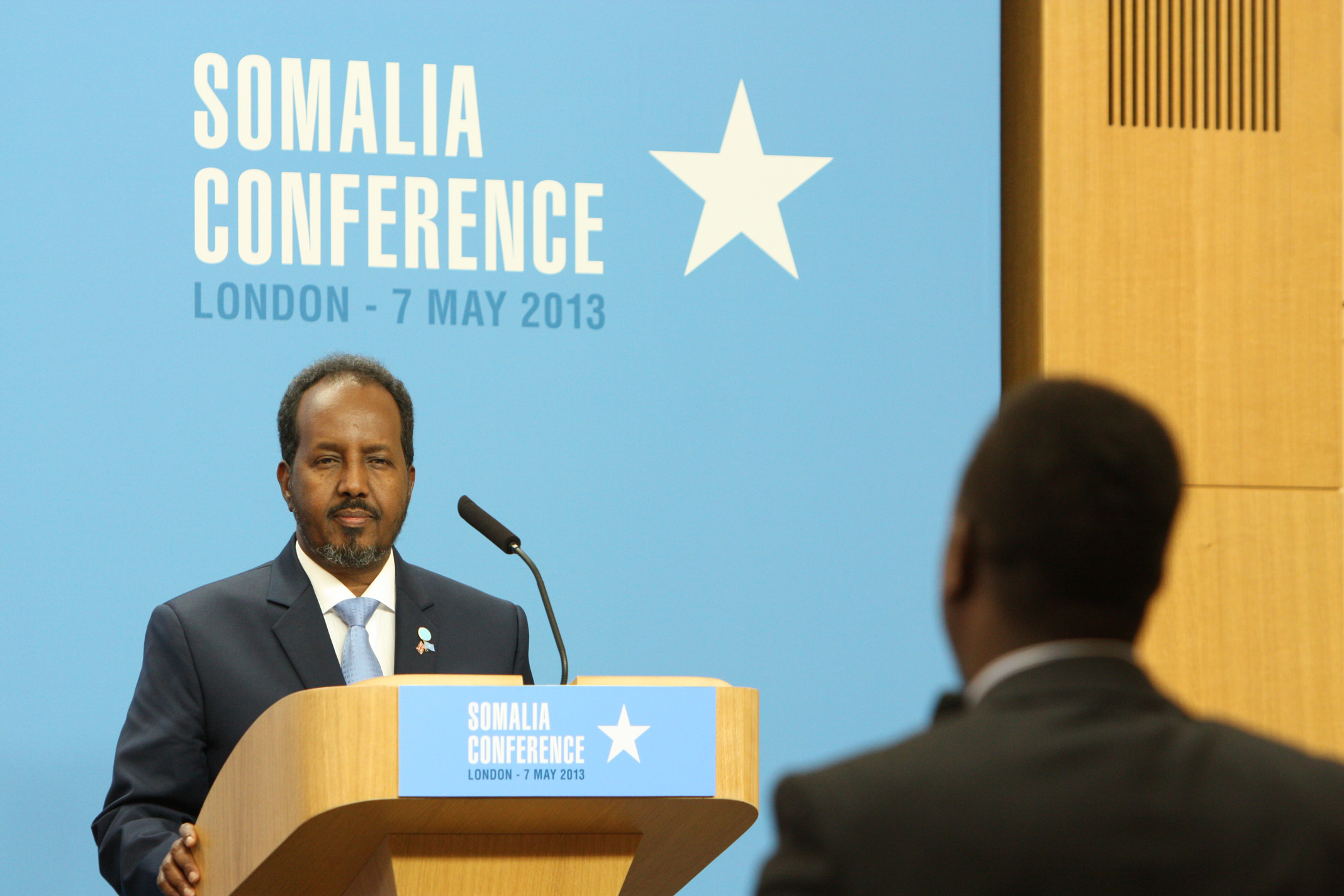
Mohamud durante la llamada "Conferencia Somalí" en Londres, mayo de 2013.

En agosto de ese mismo año, el gobierno somalí firmó un acuerdo de reconciliación formal con otra región autónoma, Jubalandia, en Addis Abeba. Refrendado por el ministro de Estado federal para la Presidencia Farah Abdulkadir en nombre del presidente Mohamud, el pacto fue negociado por el Ministerio de Asuntos Exteriores de Etiopía y se produjo después de prolongadas conversaciones bilaterales. Bajo los términos del acuerdo, Jubalandia sería administrado por un período de dos años por una Administración Provisional de Juba dirigida por el actual presidente de la región, Ahmed Mohamed Islam (Madobe). El presidente regional serviría como presidente de un nuevo Consejo Ejecutivo, a la que se designaría a tres diputados. La gestión del aeropuerto de Kismaayo también se transferiría al Gobierno Federal después de un período de seis meses, y los ingresos y los recursos generados a partir de estas infraestructuras serían destinados a la prestación de servicios de Jubalandia y sectores de seguridad, así como el desarrollo institucional local. Además, el acuerdo incluye la integración de las fuerzas militares de Jubalandia bajo el mando central del Ejército Nacional Somalí (SNA), y estipula que la Administración Provisional de Juba estará al mando de la policía regional. Nicholas Kay, entonces enviado de la ONU a Somalia, anunció eso como un gran paso para un futuro mejor en Somalia. Representantes de varias organizaciones estuvieron presentes en la firma del tratado.
En febrero de 2015, Mohamud presidió un foro de consulta de tres días en Mogadiscio con los presidentes Abdiweli Mohamed Ali, Ahmed Mohamed Islam y Sharif Hassan Sheikh Adan, administradores regionales de Puntlandia, Jubalandia y Somalia Sudoccidental, respectivamente. Bajo la rúbrica del nuevo contrato para Somalia, Mohamud mantuvo conversaciones de reconciliación nacional adicionales con los líderes regionales en Garowe en abril y mayo de ese mismo año. Los funcionarios firmaron en el mismo un acuerdo de siete puntos en Garowe que autoriza el despliegue inmediato de las 3.000 tropas del Ejército Nacional de Somalia en Puntlandia. También se acordó integrar soldados de los otros estados de la región en el Ejército.

### Política exterior

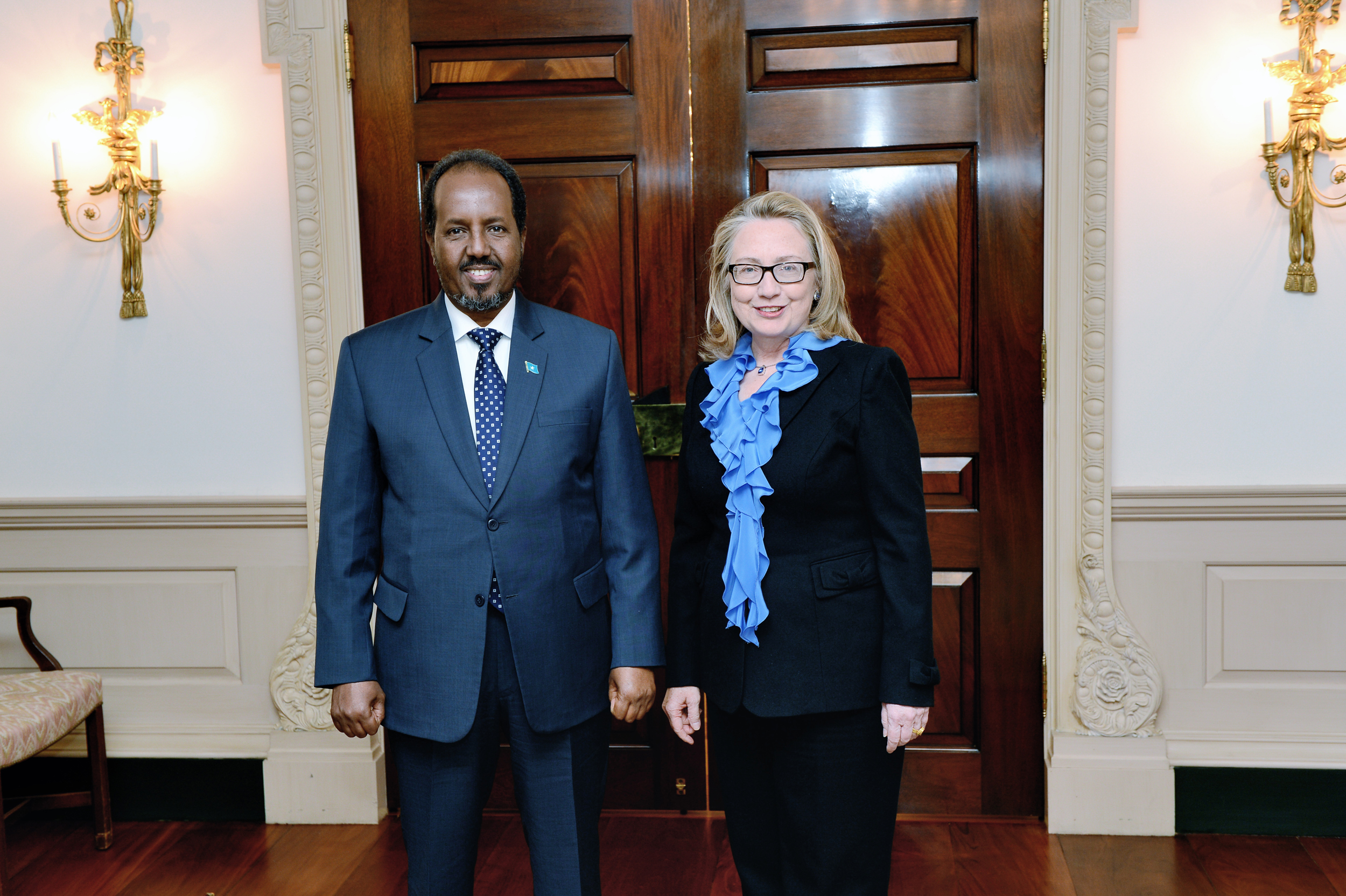
Mohamud con Hilary Clinton, Secretaria de Estado de los Estados Unidos, en enero de 2013.

En enero de 2013, el presidente Mohamud se reunió con la Secretaria de Estado Hillary Clinton y otros funcionarios federales estadounidenses en Washington D. C. para discutir la cooperación bilateral. La reunión concluyó con el anuncio por parte de las autoridades federales de Estados Unidos de que Estados Unidos se fijó para el intercambio de notas diplomáticas con el nuevo gobierno central de Somalia, y el re-establecimiento de relaciones oficiales con el país por primera vez en 20 años. Según el secretario de Estado adjunto, Johnnie Carson, la decisión fue tomada en el reconocimiento de los importantes avances que las autoridades somalíes habían logrado tanto en el frente político y de guerra. Se espera que la medida de conceder el acceso del gobierno somalí a nuevas fuentes de fondos para el desarrollo de las agencias estadounidenses, así como organismos internacionales como el Fondo Monetario Internacional y el Banco Mundial, lo que facilita el proceso de reconstrucción en curso.
El 5 de mayo de 2015, Mohamud, el primer ministro Omar Abdirashid Ali Sharmarke, y otros altos funcionarios del gobierno se reunieron con el Secretario de Estado, John Kerry, en el Aeropuerto Internacional de Aden Adde en Mogadiscio. Las medidas de seguridad durante la presencia del dignatario estadounidense fueron extremas, y las carreteras con dirección al aeropuerto fueron cortadas. Fue la primera visita diplomática de un Secretario de Estado estadounidense a la capital somalí en décadas, lo cual fue visto en el exterior como una señal de mejoría en el conflicto somalí y la estabilidad del recientemente reunificado estado. Además, Kerry se reunió también con los Presidentes regionales de Puntlandia, Jubalandia y Somalia Sudoccidental. Se discutió finalmente que, cuando la seguridad mejorara, se restablecería la embajada estadounidense en Mogadiscio. Indicó que si bien no había horario establecido para el relanzamiento del local, el gobierno de Estados Unidos había comenzado inmediatamente la actualización de su representación diplomática en el país. Durante la visita de Kerry, se le mostraron los diversos puntos en los cuales se podría reabrir el edificio nuevamente.
En marzo de 2015, Mohamud encabezó una delegación del gobierno federal somalí para la 26th Cumbre de la Liga Árabe en Sharm el-Sheij, Egipto. Fue acompañado por el ministro de Asuntos Exteriores Abdisalam Omer, siendo recibidos en el aeropuerto local por el presidente de Egipto, Abdelfatah Al-Sisi y los representantes de la Liga Árabe. El gobierno somalí unas pocas horas antes expresó su apoyo a la intervención de Arabia Saudita en Yemen contra los rebeldes Houthis. En respuesta a una llamada del presidente de Yemen Abd Rabbuh Mansur al-Hadi para la cooperación en la estabilización de la situación, Mohamud también reafirmó el apoyo de Somalia por la legitimidad del gobierno titular de Yemen y sus esfuerzos antiterroristas. El gobierno somalí también habría permitido fuerzas aéreas saudíes para utilizar su espacio aéreo para el esfuerzo de contrainsurgencia en Yemen, y se ofreció a compartir su experiencia relacionada con la estabilización de las fuerzas de la coalición. También mantuvo conversaciones con al-Sisi y con el Rey Abdalá II de Jordania, en un esfuerzo por aumentar la cooperación bilateral.

### Votos de confianza

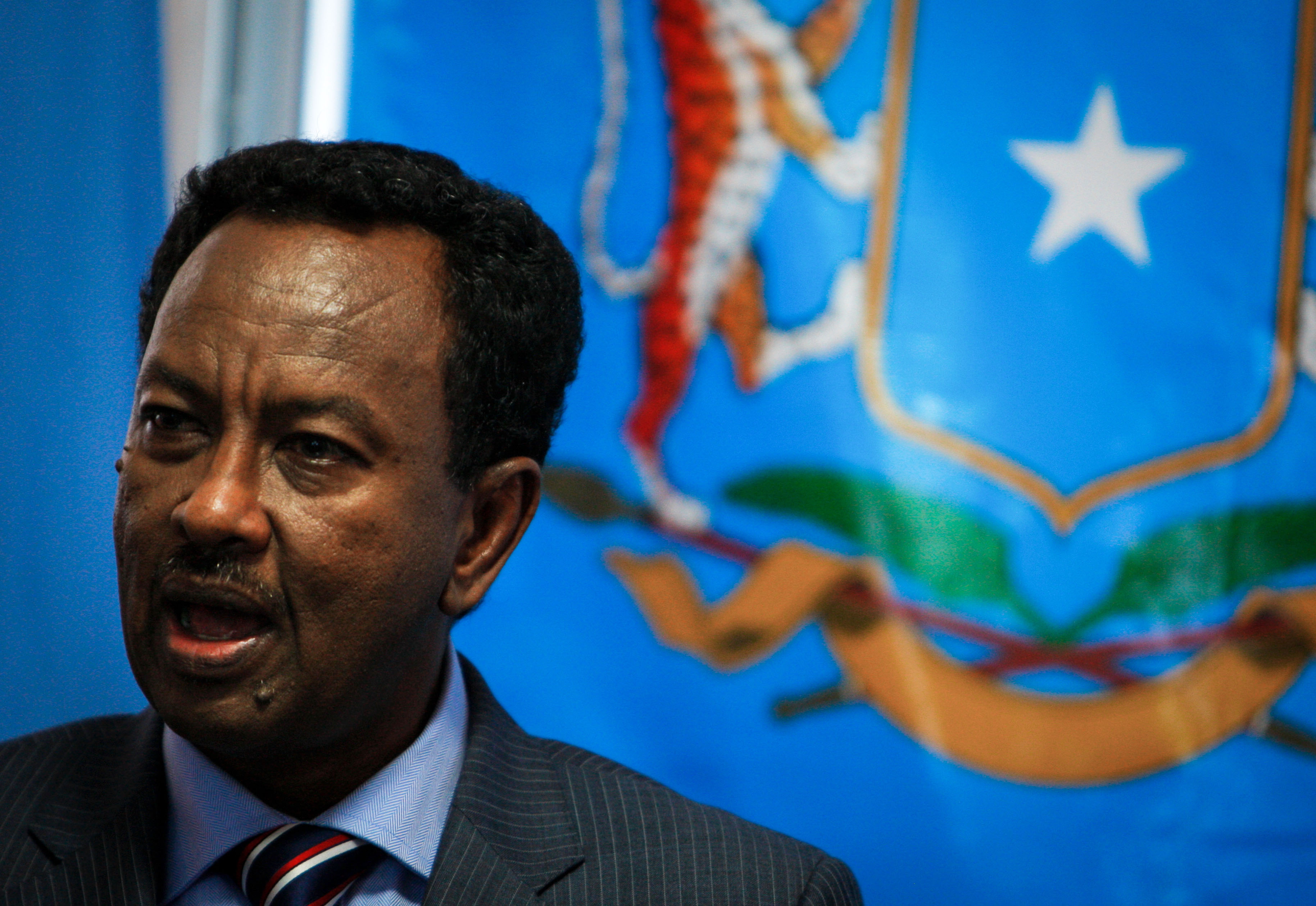
Abdi Farah Sirdon, primer primer ministro designado por Mohamud, fue destituido en 2013.

En noviembre de 2013, Mohamud solicitó a su primer ministro, Shirdon, la dimisión, alegando que había sido ineficaz en su trabajo. Según los informes, Mohamud estaba actuando con el asesoramiento del ministro de Estado para la Presidencia, Farah Abdulkadir. El 12 de noviembre, Shirdon confirmó que había un conflicto entre él y el presidente, pero indicó que era más bien constitucional y no político, y que esto debía resolverse mediante intervención parlamentaria. De acuerdo con el parlamentario Mohamed Abdi Yusuf, la grieta entre Mohamud y Shirdon se debía a través de qué mecanismo constitucional y por quién fue en última instancia, que se formó el Consejo de Ministros.
El 24 de noviembre de 2013, 168 diputados encabezados por el presidente del Parlamento Sharif Hassan Sheikh Adan aprobaron un documento presentado al legislativo, que describe un movimiento en contra de la administración del primer ministro Shirdon. El 2 de diciembre, se realizó un voto de confianza contra el primer ministro, que finalmente fue destituido del cargo por 184 legisladores, mientras que 60 votaron por mantenerlo. El 5 de diciembre, Shirdon abandonó el cargo reconociendo las órdenes del Parlamento, y todo su gabinete renunció con él. El representante Especial de la ONU para Somalia, Nicholas Kay rindió homenaje al primer ministro saliente, señalando que Shirdon se había esforzado por promover el crecimiento y el progreso y fue un director importante en el establecimiento del New Deal compacto entre Somalia y sus socios internacionales. También felicitó a los legisladores sobre la adhesión a las normas de procedimiento durante la votación, y se comprometió a trabajar de manera constructiva con la administración subsiguiente. El 12 de diciembre de 2013, el presidente Mohamud nombró al veterano economista Abdiweli Sheikh Ahmed como nuevo primer ministro.

### Atentados en su contra
El 12 de septiembre, mientras Mohamud se encontraba reunido con los dignatarios extranjeros que asistirían a su inauguración, dos suicidas y dos hombres armados vestidos con uniformes del gobierno intentaron un ataque contra el Hotel Jazeera, donde habían convocado a los dignatarios. Hubo alrededor de 10 víctimas fatales. Ninguno de los jefes de Estado y gobierno presentes, ni Mohamud, resultaron heridos. Durante su discurso, al momento de los ataques, Mohamud se mantuvo aparentemente imperturbable y declaró: "cosas como la que está sucediendo ahora afuera continuarán durante algún tiempo, pero estoy seguro y tengo esperanzas de que serán las últimas en Somalia [...] Hemos estado escuchando este tipo de eventos con frecuencia, pero este es un caso especial. no se oía hablar de estos en un par de meses, incluso". Y añadió que "en primer lugar vamos a abordar el problema de seguridad. Prioridad número uno es la seguridad y también es la prioridad número dos y la prioridad número tres." Los ataques fueron atribuidos a Al-Shabbaab, que reconocería posteriormente su responsabilidad.
El 3 de septiembre de 2013, una bomba detonó cerca de los vehículos en el convoy del presidente Mohamud en Merca. Un soldado somalí fue herido en la explosión, pero Mohamud estaba ileso y continuó hacia su destino. Al-Shabbaab más tarde se atribuyó la responsabilidad de la explosión. Abdirahman Omar Osman, un portavoz del presidente, desestimó la declaración del grupo, lo que indica que el convoy de Mohamud no era específico y que no se sabía lo que podría haber ocurrido a un convoy anterior. El 7 de octubre de 2015, pistoleros de al-Shabbab emboscaron y mataron Dr. Osman Liban, sobrino del presidente Mohamud, y otro hombre mientras su automóvil se desplazaba por el barrio Wadajir de la capital Mogadiscio.

## Vida personal
Mohamud está casado con Qamar Ali Omar y tiene hijos. Habla únicamente somalí e inglés.